# Воронеж
Воро̀неж (на руски: Воронеж) е град в Централна Русия, административен център на Воронежка област. Населението му достига 1 млн. жители на 17 декември 2012 г.).

## География
Градът е разположен близо до границата с Украйна на река Воронеж, на 12 km от нейното вливане в р. Дон.
По данни от Воронежстат (областната статистическа служба) населението на града е 1 057 681 души към 1 януари 2021 г. Воронеж образува агломерация с численост над 1,3 млн. души.

## История
Селището е основано през 1585 г. от цар Фьодор I като гранична крепост. В началото на XVIII век градът става основна база на руската експанзия към долното течение на Дон. Той е център последователно на Първата Воронежка губерния (1725 – 1779), Воронежкото наместничество (1779 – 1796), Втората Воронежка губерния (1796 – 1928), Централно-черноземна област (1928 – 1934) и днешната Воронежка област.

## Личности
Родени
- Иван Бунин, писател
- Алексей Колцов, поет
- Иван Никитин, поет
- Самуил Маршак, писател
- Юрий Шишкин, футболист
- Юрий Клинских, певец

## Международни отношения
| Побратимени градове \| Страна \| Град \| Година \| \| -------- \| --------- \| ------ \| \| Чехия \| Бърно \| 1968 \| \| Германия \| Везермарш \| 1989 \| \| САЩ \| Шарлът \| 1991 \| \| Китай \| Чунцин \| 1992 \| \| България \| Сливен \| 1995 \| \| Испания \| Леон \| 1996 \| |           |        |
| Страна | Град      | Година |
| Чехия | Бърно     | 1968   |
| Германия | Везермарш | 1989   |
| САЩ | Шарлът    | 1991   |
| Китай | Чунцин    | 1992   |
| България | Сливен    | 1995   |
| Испания | Леон      | 1996   |